# Il capitalismo della sorveglianza
Il capitalismo della sorveglianza è un libro di saggistica del 2019 della professoressa Shoshana Zuboff che guarda allo sviluppo di aziende digitali (come Facebook, Google e Amazon), suggerendo come i loro modelli di affari rappresentino una nuova forma di accumulazione capitalista che Zuboff definisce "capitalismo della sorveglianza".

## Premessa
Zuboff afferma che il capitalismo della sorveglianza si appropria dell'esperienza umana usandola come materia prima da trasformare in dati sui comportamenti. Alcuni di questi dati vengono usati per migliorare prodotti/servizi, mentre il resto diviene un surplus comportamentale privato, sottoposto a un processo di lavorazione avanzato noto come "intelligenza artificiale" per essere trasformato in prodotti predittivi in grado - per l'appunto - di predire cosa faremo immediatamente, tra poco e tra molto tempo. Questi prodotti vengono scambiati in un nuovo tipo di mercato per le previsioni comportamentali, che Zuboff definisce mercato dei comportamenti futuri.
In una società capitalista, le informazioni che gli utenti producono accedendo a piattaforme come Facebook possono essere utilizzate liberamente dalle piattaforme stesse per migliorare la user experience e offrire loro contenuti maggiormente in linea con gli interessi evidenziati dai dati ottenuti in precedenza. Ciò può essere fatto attraverso l'uso di un algoritmo che filtra automaticamente le informazioni. Il pericolo del capitalismo della sorveglianza risiede nel fatto che le piattaforme e le società tecnologiche possono accedere a tali informazioni gratuitamente. In secondo luogo c'è pochissima supervisione da parte dei governi e degli utenti stessi. Secondo Zuboff Google ha avuto un ruolo pionieristico nel capitalismo della sorveglianza sia in senso teorico che pratico, inventando e perfezionando questo nuovo modello di capitalismo. Tuttavia oggi Google non è più l'unico attore, perché altri capitalisti della sorveglianza (come Facebook, Microsoft e Amazon) sono apparsi sullo scenario.
Conformemente al detto secondo cui "se è gratis, il prodotto sei tu", gli utenti non sono i "clienti" del capitalismo della sorveglianza, ma le fonti del surplus comportamentale, l'oggetto di un'operazione di estrazione della materia prima. I veri clienti dei capitalisti della sorveglianza sono le aziende che operano nel mercato dei comportamenti futuri. Difatti tutto questo sta determinando un'asimmetria senza precedenti della conoscenza e del suo potere, dal momento che i capitalisti della sorveglianza sanno tutto di noi, mentre per noi è impossibile sapere quello che fanno.
Il trionfo del capitalismo della sorveglianza secondo Zuboff è stato possibile perché rappresenta un cambiamento senza precedenti (proprio come l'invenzione dell'auto che inizialmente fu definita una "carrozza senza cavalli"), risultando pertanto irriconoscibile. Il saggio si prefigge, dunque, l'obiettivo di dare finalmente un volto a questa nuova forma di capitalismo e renderla visibile ai nostri occhi.
Trattandosi di un ambiente nuovo, quello virtuale, pertanto non ancora normato adeguatamente, da cui estrarre dati che fungono da materia prima per scopi speculativi commerciali, l'autrice porta come esempio storico simile, la conquista del Nuovo Mondo quando i conquistadores per autogiustificarsi leggevano in latino l'autodichiarazione di possesso chiamata Requerimiento agli indigeni prima di aggredirli. Così i nuovi big della rete, consapevoli del loro enorme potere, giustificano le loro scorribande nei nuovi territori vergini con dichiarazioni assertive, che riassume in sei punti: <<
- Rivendichiamo l'esperienza umana come una materia prima di cui impossessarsi liberamente. Sulla base di questa rivendicazione, ignoriamo ogni considerazione dei diritti, degli interessi, della consapevolezza e della comprensione degli individui.
- Sulla base della nostra rivendicazione, affermiamo il diritto di impossessarci dell'esperienza di un individuo per trasformarla in dati commerciali.
- Tale nostro diritto, basato sulla nostra rivendicazione delle materie prime gratuite, ci conferisce il diritto di essere proprietari dei dati comportamentali derivati dall'esperienza umana.
- Il nostro diritto di impossessarci di tali dati e di conoscere quel che essi rivelano ci conferisce il diritto di decidere come usare la nostra conoscenza.
- Il nostro diritto di impossessarci di tali dati, conoscere quel che essi rivelano e decidere come usare la nostra conoscenza ci conferisce il diritto di stabilire le condizioni che salvaguardano il nostro diritto di impossessarci di tali dati, conoscere quel che essi rivelano e di decidere come usare la nostra conoscenza.>>[6]

## La definizione
Shoshana Zuboff definisce il capitalismo della sorveglianza con queste parole:<< 
- 1 Un nuovo ordine economico che sfrutta l'esperienza umana come materia prima per pratiche commerciali segrete di estrazione, previsione e vendita;
- 2 Una logica economica parassitaria nella quale la produzione di beni e servizi è subordinata a una nuova architettura globale per il cambiamento dei comportamenti;
- 3 Una mutazione pirata del capitalismo caratterizzata da concentrazioni di ricchezza, conoscenza e potere senza precedenti nella storia dell'umanità;
- 4 Lo scenario alla base dell'economia della sorveglianza;
- 5 Un'importante minaccia per la natura umana del Ventunesimo secolo, proprio come il capitalismo industriale lo era per la natura nei secoli XIX e XX;
- 6 L'origine di un nuovo potere strumentalizzante che impone il proprio dominio sulla società e sfida la democrazia dei mercati;
- 7 Un movimento che cerca di imporre un nuovo ordine collettivo basato sulla sicurezza assoluta;
- 8 Un'espropriazione dei diritti umani fondamentali che proviene dall'alto: la sovversione della sovranità del popolo.>>[7]

## Edizioni
- Shoshana Zuboff, Il capitalismo della sorveglianza. Il futuro dell'umanità nell'era dei nuovi poteri, trad. Paolo Bassotti, Luiss University Press, Roma, 2019, ISBN 978 88 6105 409 7